# داوباخ (رشته‌کوه هونزروک)
داوباخ (به آلمانی: Daubach) یک شهر در آلمان است که در باد کرویتسناخ واقع شده‌است. داوباخ ۲۳۰ نفر جمعیت دارد.